# ブレゲー 14
ブレゲー 14
ル・ブルジェ航空博物館で展示されるフランス空軍のブレゲー 14
- 用途：爆撃機、偵察機
- 設計者：ルイ・ブレゲー
- 製造者：ブレゲー
- 運用者：フランス空軍、アメリカ陸軍航空隊、ポーランド空軍ほか
- 初飛行：1916年11月21日
- 生産数：約8,400機以上
- 運用開始：1917年

ブレゲー 14（Breguet 14）は第一次世界大戦におけるフランスの複葉爆撃・偵察機。

## 開発
本機の設計はルイ・ブレゲーによって行われ、1916年11月21日に初飛行した。当初の呼称は「ブレゲー AV タイプ XIV」と言った。ブレゲーとしては推進式のブレゲー BUMを設計した後、通常の牽引式に回帰した機体であった。翌月、フランス軍の「航空技術セクション（Section Technique de l' Aéronautique（S.T.Aé.））」は4つの異なる機種の新型航空機の要求を行い、ブレゲーはそのうち2種類、偵察機と爆撃機について、計画を提出した。
2月の審査の結果、ブレゲー 14は両タイプとも採用され、翌3月、偵察型14A.2が150機、爆撃型14B.2が100機発注された（1918年の書式では「ブレゲー XIV A2/B2」となる）。

## 設計
最大の特徴は、機体の構造材として木材でなく金属を多量に使用し、大量生産可能な最初の航空機になったということである。構造材に金属を使うことで、木材を使って同強度の機体を作るより軽く仕上げることができ、同時代の戦闘機を上回るほどの高速かつ運動性の高い航空機となった。その強い構造は多くの損傷に耐え、また取扱いが容易で、性能も良かった。さらに、試作機には自動フラップが取り付けられたが、結局生産型には取り付けられなかった。
A.2はカメラと、一部の機体には無線機を搭載した。B.2の下翼は爆弾架（ミシュラン製）を取り付けるために小改造が施された。
その他、大戦中に次のようなヴァリエーションが製作された。
- 14B.1 - 単座長距離爆撃機
- 14GR.2 - 長距離偵察機
- 14H - フロート付き水上機
- 14S - 患者輸送機
- 14Et.2 - 練習機
- 14bis A2/B2 - 主翼を改良したタイプ
- 16 - 主翼を大型化
- 17 - 複座戦闘機型（少数のみ生産）

## 運用
発注されたブレゲー 14は、フランス陸軍に納入されたほか、ベルギー陸軍が40機、アメリカ陸軍航空部が600機以上を発注した。オリジナルのエンジンはルノー12Fだったが、台数が不足したため、ベルギー向けとアメリカ向けの機体の半数近くはフィアットA.12エンジンを装着していた。ブレゲー 14の生産機数は第一次世界大戦の終りまでに約5,500機に及んだ。ブレゲー 14は連合国軍で広く用いられたほか、フランスのドイツ占領軍や植民地でのフランス部隊を支援するために広く使われ続けた。また、海外で遭遇する苛酷な環境のための特別なタイプ「14TOE（Théatres des Operations Extérieures、「海外作戦用」の意）」も開発された。シリアやモロッコ、ベトナムでの武装蜂起の鎮圧や、ロシア内戦への干渉にも使用された。練習機型の最後の機体は1932年までフランス軍で使われ続けた。
フランス以外では、ブラジル（30機）、中国（70機）、チェコスロバキア（10機）、デンマーク、フィンランド（38機）、ギリシア、日本、タイ、ウルグアイ（9機）、スペインなどの空軍が本機を使用した。ポーランド空軍は158機を運用し、そのうちおよそ70機を対ソビエト戦争に投入した。日本では、1919年（大正8年）に来日したフォール大佐らによる航空教育団がブレゲー 14B.2を使用し、陸軍航空隊への教育を行なった。同機は、初めて富士山を上空から観測した飛行機となった。この時、ブレゲー 14の金属構造が注目され、中島飛行機はB.2を元にしたB-6複葉機を1機試作し、1922年（大正11年）4月に初飛行を行なった。B-6は骨組に住友軽金属が試作していた「住友軽銀（ジュラルミン）」を使用し、「軽銀号」の名で金属構造研究機として運用されたほか、複数の飛行競技会で優秀な成績を収めた。なお、陸軍も軽爆撃機として中島・B-6を採用することを検討していたが、軍側の採用方針が固まらなかったため不採用に終わっている。
ブレゲーは戦後、民間型の生産を開始した。「14T.2 サロン」は特別に改良した胴体に2名の乗客を乗せることができた。この改良型である「14Tbis」は陸上機と水上機の両方が作られた。14Tbisからはまた、改良患者輸送型「14Tbis サニテール」と、ピエール・ラテコエールが立ち上げたばかりの航空会社「ラテコエール航空（Lignes Aeriennes Latécoère）」のために生産した100機の郵便機が作られた。ラテコエール航空社はその後CGEAと改名し、サハラ砂漠上空の航空路に106機のブレゲー 14を飛行させた。「18T」は、1機の「14T」のエンジンをルノーJaに交換し、4名の乗客を運べるようにしたものである。生産は1928年にようやく終了したが、それまで生産総数は各型合計で7,800機（資料によっては8,000機あるいは8,370機とするものもある）に及んだ。

## 使用国（軍用）
- フランス - フランス空軍
- アメリカ合衆国 - アメリカ陸軍航空部
- ウルグアイ - ウルグアイ空軍
- エストニア - エストニア空軍 1機のみ運用
- ギリシャ王国 - ギリシャ王国空軍
- グアテマラ - グアテマラ空軍
- スウェーデン - スウェーデン空軍 1機のみ受領
- セルビア王国 - セルビア空軍
- ソビエト連邦 - ソビエト連邦空軍
- タイ - タイ王国空軍
- チェコスロバキア - チェコスロバキア空軍
- 中華民国 - 中華民国空軍
- デンマーク - デンマーク空軍
- トルコ - トルコ空軍
- 日本 - 大日本帝国陸軍航空隊
- パラグアイ- パラグアイ空軍 1922年の革命において1機使用
- フィンランド - フィンランド空軍
- ブラジル - ブラジル空軍
- ベルギー - ベルギー空軍
- ペルシャ - ペルシャ空軍 2機のみ受領
- - ポーランド空軍
- ポルトガル - ポルトガル空軍
- セルビア人・クロアチア人・スロベニア人王国 - セルビア人・クロアチア人・スロベニア人王国空軍
- - リトアニア空軍 2機のみ運用
- ルーマニア - ルーマニア王国空軍

## 性能諸元

### 14B.2
- 乗員: 2名
- 全長: 8.87 m
- 全幅: 14.36 m
- 全高: 3.30 m

Breguet 14 B.2

- 翼面積: 47.50 m2
- 空虚重量: 1,010 kg
- 最大離陸重量: 1,536 kg
- エンジン: ルノー 12Fe（300hp） 1基
- 最高速度: 175 km/h（95ノット）
- 航続距離: 900 km
- 上昇限度: 6,000 m
- 上昇率: 292 m/s
- 翼面荷重: 32 kg/m2
- 武装: 
  - 7.7 mmビッカース機銃（固定式） 1挺 7.7 mm ルイス機銃（観測員用） 2挺
  - 爆弾 300 kg